# Кровавая дискобаня
«Кровавая дискобаня: Сказка, но правдивое описание убийства в Клублэнде» — книга воспоминаний Джеймса Сент-Джеймса о своей жизни в Манхэттене и группе Club Kids. Год издания 1999.
Стала жизнеописанием Майкла Элига, в ней показан его путь к славе и то, как он убил своего собрата по Club Kids «Ангела» Мелендеса. Сент-Джеймс был наставником Элига, он дает очень личный взгляд на события, происходящие в книге. Воспоминания позднее были переименованы в «Party Monster» (в русском переводе «Клубная мания») — после выхода фильма с тем же названием, в ролях: Маколей Калкин, Сет Грин, Хлоя Севиньи и Мэрилин Мэнсон.

## Персонажи
Майкл Элиг
Основная статья: Майкл Элиг
Майкл Элиг был членом группы Club Kids — группы молодых клабберов, возглавляемая Элигом в конце 80-х начале 90-х. В 1996 Элиг был осужден за убийство Андре «Ангела» Мелендеса.
DJ Keoki
Звезда электронной музыки DJ Keoki, родился в Сальвадоре, вырос на Гавайских островах. Не имеет опыт работы в качестве диджея, когда он был под именем Superstar DJ Keoki. Был бойфрендом Майкла Элига.
Джеймс Сент-Джеймс
Джеймс Сент-Джеймс (при рождении Джеймс Кларк) — участник Club Kids и автор Кровавой дискобани (в настоящее время роман опубликован под названием Party Monster/Клубная мания). Его стилем жизни было избыточное потребление наркотиков, постоянные тусовки и удивительные костюмы.
Андре Мелендес
Андре Мелендес, более известный как Ангел Мелендес, был участником Club Kids и наркодилером, жил и работал в Нью-Йорке. Мелендес и его семья приехали в Нью-Йорк из Колумбии, когда Мелендесу было восемь лет. Мелендес стал наркодилером в начале 90-х после того, как встретился с Питером Гатьеном, владелецем клуба Лаймлайт в Нью-Йорке. Мелендес стал очередным дилером Гатьена в клубах. Его часто видят в Манхэттенских клубах одетым в его товарный знак — крылья.

## Экранизации
- Фильм — Party Monster (2003)